# Erich Heins
Erich Heins (* 1. November 1907 in Hamburg; † 26. Juni 1944 im Untersuchungsgefängnis Hamburg) war ein deutscher kommunistischer Widerstandskämpfer gegen den Nationalsozialismus und NS-Opfer.

## Leben

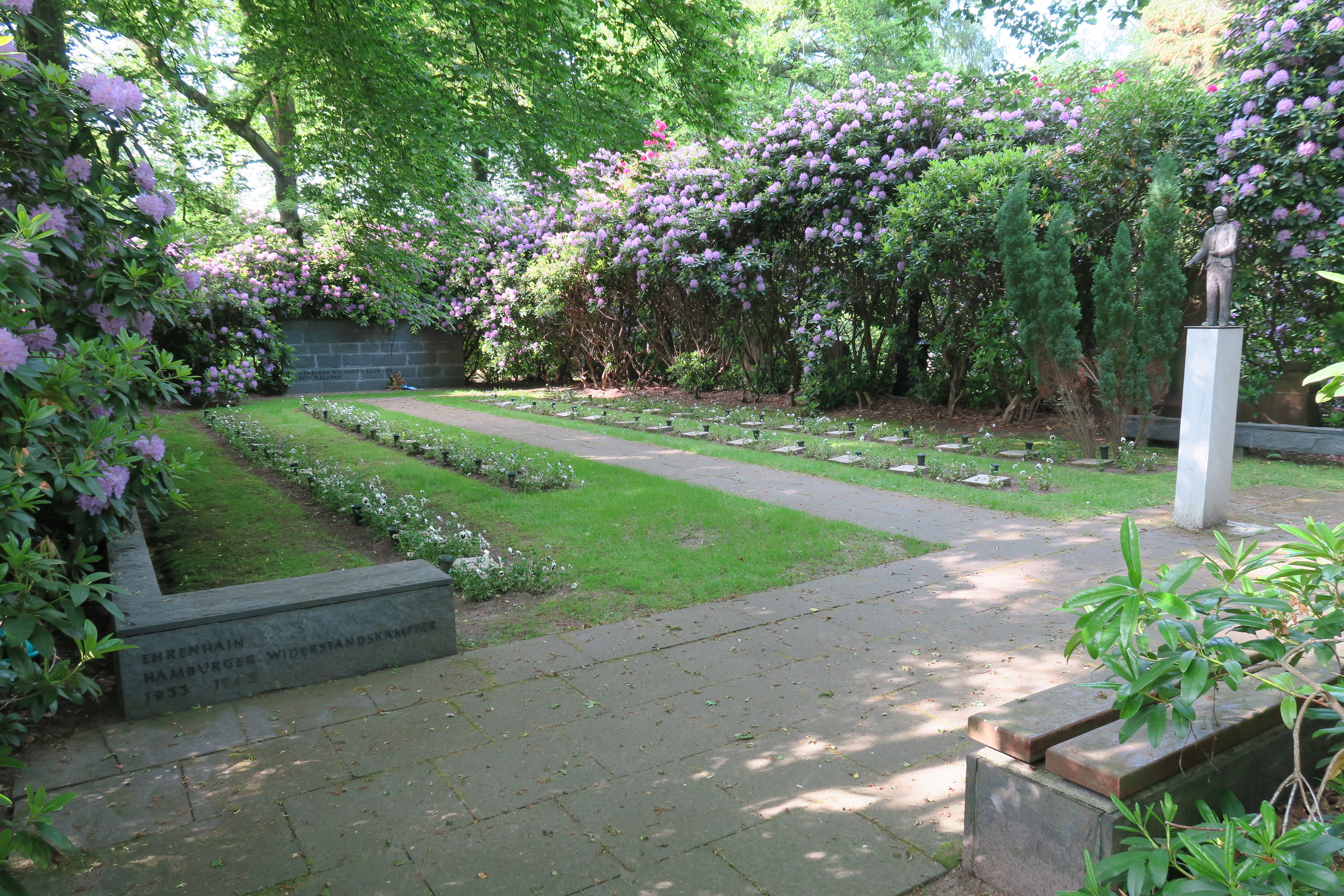
Ehrenhain Hamburgischer Widerstandskämpfer

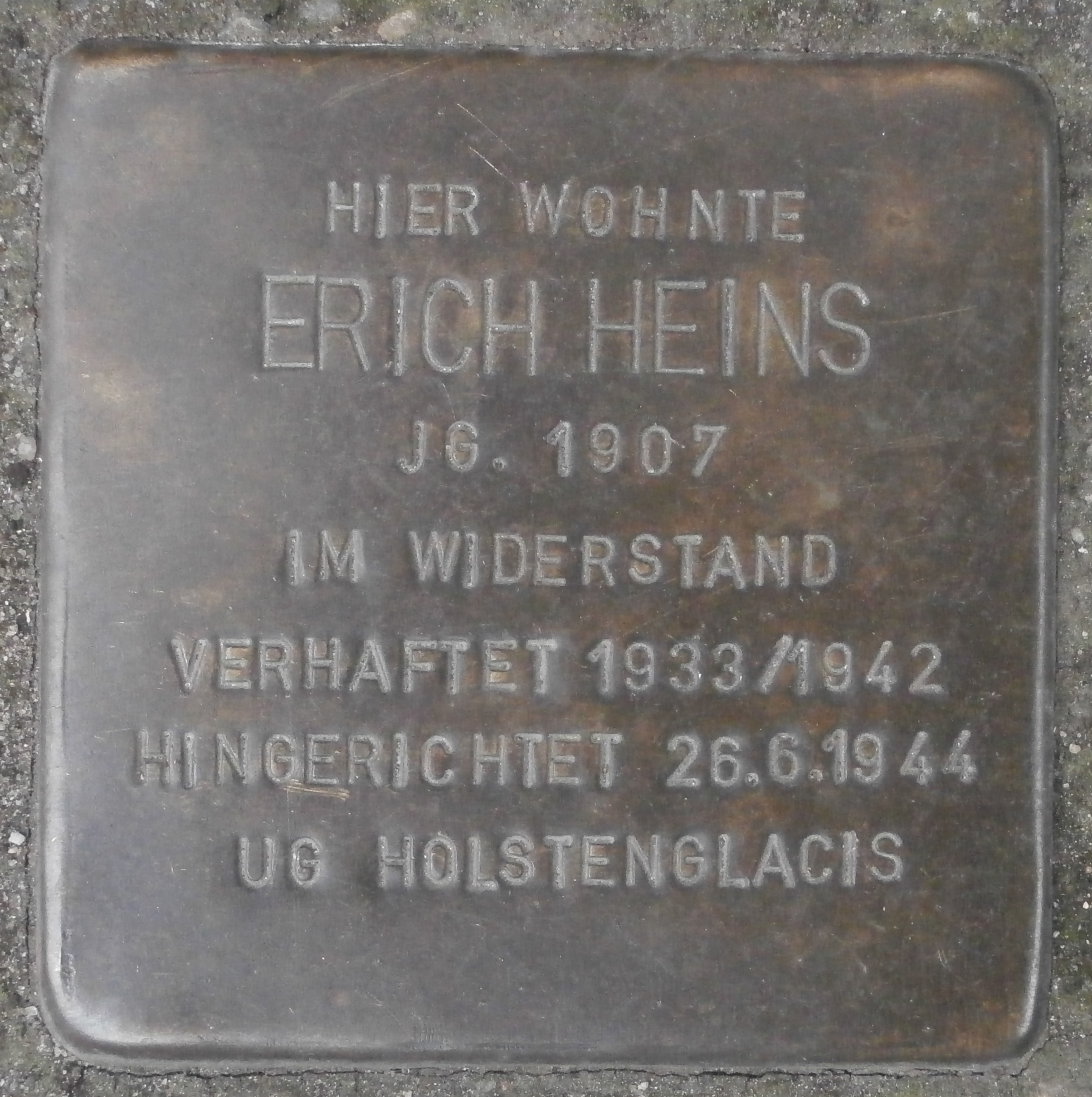
Zeughausstraße 42

Heins entstammte einer Hamburger Arbeiterfamilie. Nach dem Besuch der Volksschule erlernte er den Beruf des Schlossers und arbeitete in der Werft von Blohm & Voss. Er trat in die Kommunistische Partei Deutschlands (KPD) ein, schloss sich dem Roten Frontkämpferbund (RFB) an und engagierte sich gegen den aufkommenden Nationalsozialismus. Nach der Machtübertragung an die NSDAP setzte er diese Tätigkeit illegal fort. Als die Gestapo davon Kenntnis erhielt, dass sich in seiner Wohnung die Rotfrontkämpfer konspirativ trafen, wurde er für drei Monate in „Schutzhaft“ genommen.
Anfang der 1940er Jahre nahm er auf der Werft, in der er arbeitete, Verbindung auf zur Widerstandsgruppe Bästlein-Jacob-Abshagen, die sich für ausländische Zwangsarbeiter einsetzte, die im Krieg aus Osteuropa zugeführt wurden. Auch politische Aufklärung über das tatsächliche Kriegsgeschehen und Sabotagehandlungen gehörten zu ihrer Widerstandstätigkeit. Als dieses Netz durch Verrat den NS-Behörden bekannt geworden war, wurde Hein und zahlreiche andere seiner Genossen im Mai 1944 festgenommen und in den „Hamburger Kommunistenprozessen“ vom Volksgerichtshof zum Tode verurteilt. Erich Hein wurde am 26. Juni 1944 zusammen mit Karl Kock, Hans Köpke, Ernst Mittelbach, Walter Reber, Wilhelm Stein, Paul Thürey, Kurt Vorpahl und Oskar Voss im Untersuchungsgefängnis Holstenglacis mit dem Fallbeil hingerichtet. Die Leichen von Erich Heins und anderen Hingerichteten wurden ohne Kenntnis der Hinterbliebenen dem Anatomischen Institut Kiel überlassen. Als „unbekannte Tote“ wurden sie nach der Befreiung vom Nationalsozialismus in einem Massengrab auf dem Friedhof von Kronshagen beigesetzt.

## Ehrungen
Im Ehrenhain Hamburgischer Widerstandskämpfer auf dem Hamburger Friedhof Ohlsdorf befindet sich ein Kissenstein zu Ehren von Erich Heins (dritte Reihe von links, achter Stein).
Vor Erich Heins' letzter Wohnadresse Zeughausstraße 42 in Hamburg-Neustadt erinnert an ihn ein Stolperstein, ein weiterer vor dem  Untersuchungsgefängnis in der Holstenglacis.